# Ильин, Игорь Павлович
Игорь Павлович Ильин (21 сентября (4 октября) 1909, Харьков — 1993) — советский композитор, музыковед

, театральный, музыкальный и музейный деятель, редактор. Заслуженный деятель искусств РСФСР.

## Биография
В 1930 году под руководством В. Ю. Зограф-Плаксиной окончил Московский областной музыкальный техникум им. братьев Антона и Николая Рубинштейнов.
До 1935 года обучался на историко-теоретическом факультете Московской консерватории. Ученик А. А. Альшванга (по классу истории музыки), одновременно занимался у Г. Р. Гинзбурга и К. Н. Игумнова (фортепиано) и Д. Б. Кабалевского (композиция (музыка)|композиция).
В 1937—1939 годах руководил мемориальным музеем А. Н. Скрябина в Москве, в 1939—1940 годах работал заместителем начальника Главреперткома (Главное управление по контролю за репертуаром), в 1941 году — заместителем начальника Управления по делам искусств Литовской ССР, в 1942—1945 годах — заместителем управляющего Всесоюзного Гастрольно-Концертного Объединения (ВГКО), в 1949 году — заместителем начальника Главного управления музыкальными театрами Всесоюзного комитета по делам искусств, в 1950—1951 годах — заместителем директора Большого театра.
В 1954—1959 годах — главный редактор музыкального вещания Всесоюзного радио, в 1963—1967 годах возглавлял издательство «Музыка», в 1959—1963 и с 1967 года — издательство «Советский композитор».

## Творчество
Автор более десяти оперетт, сочинений для оркестра, музыки для театра и кино, обработок народных песен.

## Избранные музыкальные произведения
Оперетты
- Невеста Аидамаха (Хабаровск, 1939),
- Дама в зелени (Сталинград, 1941),
- Счастливый берег (Хабаровск, 1940),
- Персидская княжна (Москва, 1940),
- Счастливый рейс (Одесса, 1947, 2 ред. совм. с С. Заславским, Свердловск, 1965),
- Прощай, Неаполь (совм. с С. Заславским, , Ростов-на-Дону, 1967);

Для голоса и фортепиано
- 3 цикла на слова С. Щипачёва (1946—1948),
- цикл на слова М. Лермонтова (1951)

Для оркестра русских народных инструментов
- сюита (1969)

Музыка для кино и театра, радиокомпозиции
Песни («Песенка моряка»)
- Обработка народных песен,
- фортепианные транскрипции хоральных прелюдий И. С. Баха (т. 1—2, изд. 1970, 1972).